# Baby Ouh!
Baby Ouh! és un àlbum de Stereo Total publicat el 26 de març de 2010. El grup gravà 40 temes per a aquest àlbum, encara que finalment sols n'inclou 17. Apareixen algunes versions d'ídols del grup, com Brigitte Fontaine i Pedro Almodóvar. Han contribuït diversos músics convidats.

## Llista de cançons
1. Hallo Damenklo (02:16)
2. Alaska (02:46)
3. Divine's Handtasche (02:28)
4. Andy Warhol (03:37)
5. Barbe À papa (03:02)
6. No Controles (02:36)
7. Du Bist Gut Zu Vögeln (02:52)
8. I Wanna Be A Mama (02:33)
9. Babyboom Ohne Mich (02:05)
10. Lady Dandy (02:24)
11. Illégal (02:54)
12. Wenn Ich Ein Junge Wär (01:53)
13. Tour de France (02:49)
14. Larmes De Métal (02:33)
15. Elles Te Bottent, Mes Bottes? (02:36)
16. Baby Ouh (05:08)
17. Radiosong (03:39)